# Hello Tomorrow
Hello Tomorrow est une initiative mondiale qui met en relation des entrepreneurs du secteur des techniques de pointe avec des entreprises et des investisseurs, et fournit des services de conseil en matière de stratégie et d'innovation,.
Basée à Paris, France, avec des succursales en Turquie, à Singapour et au Japon,.
Hello Tomorrow travaille avec plus de 200 universités, centres de recherche, et incubateurs pour trouver de nouveaux projets.

## Présentation
Hello Tomorrow travaille avec plus de 200 universités, centres de recherche, et incubateurs pour trouver de nouveaux projets. Elle met en relation des startups, des investisseurs, des accélérateurs et des entreprises au sein d'un écosystème mondial par le biais d'événements, de concours et de programmes dans le monde entier. Elle fournit également des services d'innovation et de conseil aux gouvernements et aux entreprises privées.
L'organisation a collaboré avec de nombreuses entreprises, dont Bayer Crop Science, L'Oréal, Chugai, Bayer, ArianeGroup, Airbus, Orano, Solvay et Safran.
Chaque année, Hello Tomorrow organise à Paris un événement d'une semaine connu sous le nom de Deep Tech Days. Cet événement comprend trois éléments clés : l’Investor Day, le financement de l'avenir et le sommet mondial. Le Global Summit marque la conclusion du Hello Tomorrow Global Challenge, avec 80 startups finalistes qui présentent leurs projets pour tenter de remporter le Grand Prix.

## Histoire
Hello Tomorrow, consacré à l'innovation dans les deep tech, a été créé en 2011 par Xavier Duportet et Arnaud de la Tour,,.
Entre 2011 et 2014, l'organisation a organisé plusieurs petites conférences visant à favoriser l'émergence d'une communauté consacrée aux deep tech. En 2014, ils ont lancé le Hello Tomorrow Global Challenge, une compétition pour les startups de la deep tech,,,. Initialement intitulé "European 100k Challenge", le nom a ensuite été modifié en "Hello Tomorrow Challenge" juste avant son lancement. Lors de sa première édition, le concours a attiré plus de 1 200 candidats, et le grand prix a été décerné à la startup suisse GTX Medical, qui s'est ensuite rebaptisée ONWARD.
Parallèlement au Global Challenge, Hello Tomorrow a également lancé le Global Summit en 2014, baptisé « The First Day of Tomorrow ». Il s'est tenu à Paris et a attiré 1 500 participants. Chaque année, le sommet mondial Hello Tomorrow se tient à Paris et accueille plus de 3 000 participants du monde entier.
Le Hello Tomorrow Global Challenge reçoit plus de 4 000 candidatures chaque année.
De 2018 à 2023, Hello Tomorrow a étendu ses activités au conseil en innovation et en stratégie. Le Groupe Ariane, une multinationale spécialisée dans la construction de fusées, est devenu le premier client de l'organisation,.